# パイリン・チューチョーターウォン
パイリン・チューチョーターウォン（ไพรินทร์ ชูโชติถาวร、1956年7月8日 - ）はタイの技術者、実業家、工学博士。タイ石油公社総裁兼最高経営責任者（CEO）や、タイ運輸省副大臣を務めた。

## 来歴・人物
バンコク生まれ。1979年チュラーロンコーン大学化学工学部卒業。1982年東京工業大学（のちの東京科学大学）大学院理工学研究科化学工学専攻修士課程修了。浅野康一研究室出身。1985年同博士後期課程修了、工学博士。チュラーロンコーン大学工学部講師を経て、タイ石油公社に移り、2011年から2015年までタイ石油公社総裁兼最高経営責任者（CEO）を務めた。また、タイの理工系トップ大学のKVISの設立者兼評議会議長であり、タイ運輸省副大臣も務めた。